# Igor Burnyszew
Igor Jurijewicz Burnyszew (ros. Игорь Юрьевич Бурнышев; ur. 4 czerwca 1977 roku w Iżewsku) – rosyjski piosenkarz, autor tekstów piosenek, DJ, prezenter telewizyjny i radiowy, solista zespołu Burito, były członek zespołu Band’Eros (2005–2015).

## Dyskografia

### Albumy studyjne

#### Wydane z Band’Eros
- Kołambija pikczerz nie priedstawlajet (2006)
- Kundalini (2011)

#### Wydane z Burito
- Funky Life (2001)
- Bu Ri To (2015)
- Biełyj albom (2017)